# Adam Baldauf
Adam Baldauf (né en 1580 à Mérano, mort en 1631 à Vienne) est un sculpteur autrichien.

## Biographie
Adam Baldauf termine sans doute son apprentissage à Weilheim in Oberbayern. En 1611, il réside à Linz en tant que maître. Baldauf s'installe à Bressanone en 1615, où il est admis comme résident en 1620. En 1628, appelé par l'empereur Ferdinand II, il s'installe à Vienne, où il fabrique des autels pour l'église universitaire.
Selon l'historien Nicolò Rasmo, un de ses premiers élèves est Christian Trebinger qui crée pour l'église Saint-Jacques d'Ortisei, un autre est Johann Worath.

## Œuvres

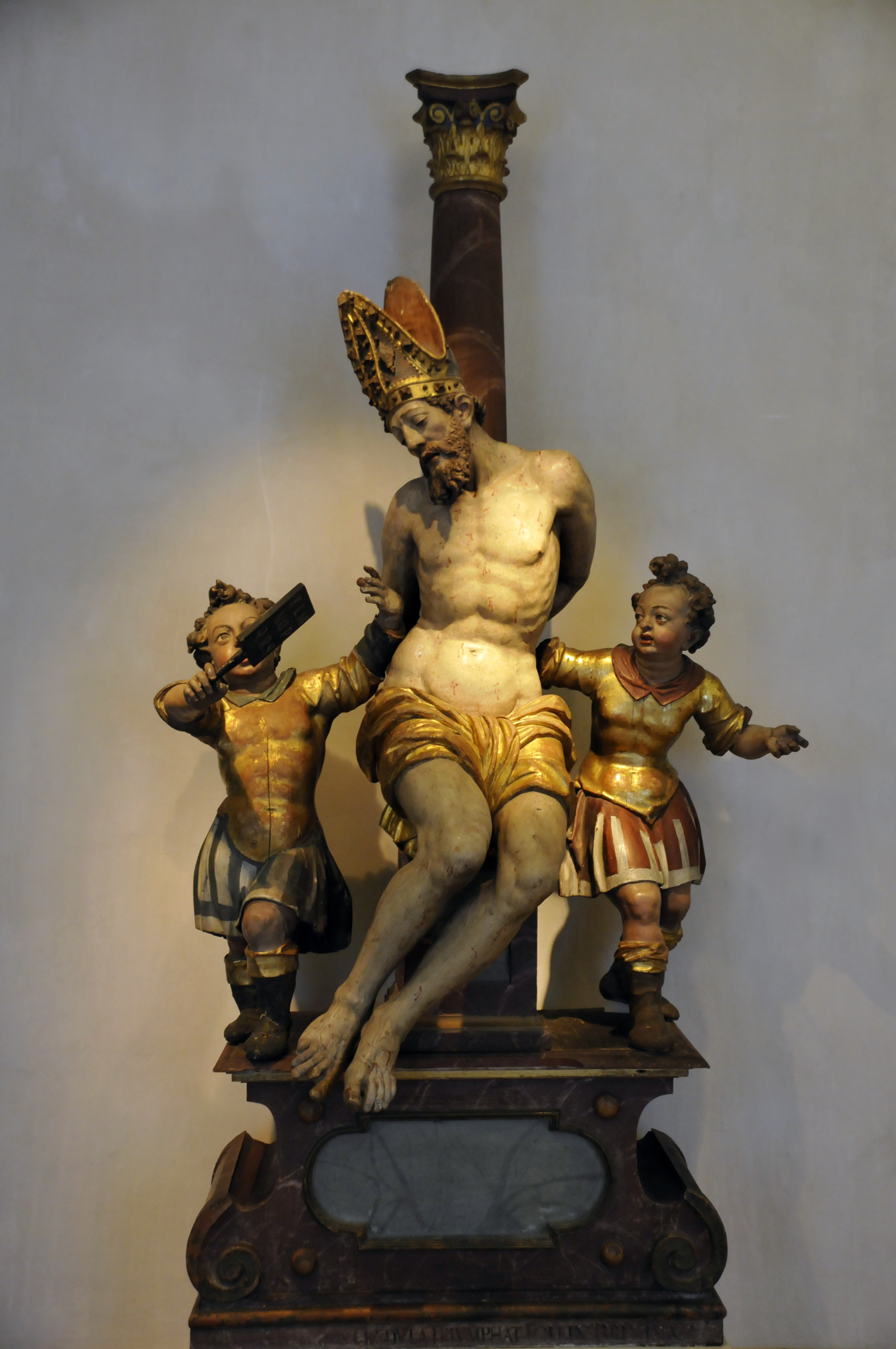
Martyr de Cassien

- 1616 Autel de Cassien pour la cathédrale de Bressanone, maintenant au Musée diocésain de Bressanone (martyre de Cassien d'Imola).
- 1616-1618 maître-autel à Rodengo.
- 1621 autel du chapelet et 1626-1628 façade de la Madone de la cathédrale de Bressanone.